# Béla Kéler
Béla Kéler (Bardejov (Eslovàquia), 13 de febrer, 1820 - Wiesbaden (Alemanya), 20 de novembre, 1882) va ser un compositor i director d'orquestra hongarès del període de la música romàntica. Bela Keler va néixer com Albert Paul Keler (Adalbert Paul von Keler). També és conegut en hongarès com Keler Bella. Va estar actiu a Hongria, Àustria i Alemanya.

## Biografia
Kéler va néixer a l'actual Bardejov, llavors Regne d'Hongria, com Albert Paul Keler, però fonts alemanyes i austríaques també donen a Adalbert Paul von Keler. Descendia d'una família d'ètnia alemanya per part del seu pare, però era d'ètnia magiar per part de la seva mare.
El seu pare Stefan Keler (1781–1849) va ser un magistrat principal de Bardejov (llavors anomenat Bártfa), d'una vella família burgesa de Bártfa. La seva mare Anna Bóth (1793–1848), era de la família noble hongaresa Both de Botfalva. Van criar 13 fills. Els germans de l'Albert eren Frederika, Stefan, Emilia, Antònia, Matilda, Augusta, Apollonia, Ferdinand, Viktor, Josefina i Amalia. La llar era de parla alemanya; la majoria dels residents de Bártfa en aquella època eren alemanys dels Carpats.

## Joventut (1820-1845)
L'educació musical de Kéler comença amb Franz Schiffer, mestre de cor de la Basílica de St. Giles de Bardejov, que li va ensenyar les bases del violí i el piano. Els nens de famílies evangèliques de Bardejov, a la qual pertanyia Kéler, van anar a una escola alemanya de l'església evangèlica. Kéler completa la seva educació bàsica el 1834. El mateix any va ser confirmat. Va continuar els seus estudis al liceu luterà de Levoča (1834-1835) i després, al Col·legi Evangèlic de Prešov i al Col·legi Reformat de Debrecen (1836-1840).
Mentre estudiava dret i filosofia a Prešov, Béla Kéler va dirigir l'orquestra de l'escola i va escriure composicions menors, però els seus pares van preferir que continués amb la tradició de la professió d'advocat familiar.
La diferència entre la visió de Béla Kéler i la dels seus pares va portar a una situació en què, per voluntat d'ells, va començar, l'1 de juliol de 1840, un any de formació pràctica en agricultura a la finca dels comtes Schönborn-Buchheim a Mukačevo. Fins i tot mentre realitzava un treball físic dur, Kéler no va deixar d'esforçar-se per un futur artístic. Després d'acabar el seu compromís d'un any a Mukačevo, Kéler va marxar a treballar a les granges del seu cunyat Ferdinand Medwey, el marit de la seva germana Amalia, a la Galítsia a Beskides. Com a conseqüència de desastres naturals i incendis, el seu cunyat Ferdinand va perdre la seva propietat, així que Kéler va perdre feina i va tornar a Bardejov. Va passar l'estiu de 1844 amb els seus pares a la seva vila de Bardejovské Kúpele. Kéler va oferir diversos dels seus valsos al director de l'orquestra del balneari local que els va incloure al programa del concert de la columnata. Durant la tardor d'aquell any, Kéler es va traslladar a Prešov on aviat va poder ensenyar música i actuar a l'orquestra de teatre local.

## Un violinista al Theater an der Wien (1845-1854)
Després de menys d'un any de compromís a Prešov, Kéler es va traslladar a Viena on el propietari i director del "Theater an der Wien" Franz Pokorny (1797-1850) el va contractar des del 28 d'agost de 1845, en el càrrec de violinista de la seva orquestra. El teatre encara existent va rebre el seu nom del riu Viena que passa sota terra al costat de l'edifici. A més d'actuar com a violinista d'orquestra, Kéler va estudiar durant dos anys harmonia i composició amb el violoncel·lista del "Theater an der Wien", Karl Schlesinger i el 1851–1853, harmonia i contrapunt amb el pedagog del Conservatori de Viena Simon Sechter (1788-1867), entre els quals alumnes van ser els compositors Franz Schubert i Anton Bruckner. El compromís de nou anys de Kéler amb l'orquestra "Theatre an der Wien" va acabar oficialment el 7 de maig de 1854. Durant aquest període, es van publicar els seus deu primers números d'opus. El primer d'ells és la composició Tres hongaresos, op. 1 publicat per l'editor vienès Tobias Haslinger el 1846. La composició fonamental per a la carrera posterior de Kéler, especialment la direcció, es va convertir en el vals The Stars of Hope, op. 17. Johann Benedict Sommer va demanar a Kéler que li enviés aquest vals per a una actuació orquestral als Salons Sommer de Berlín, del qual era propietari. Kéler li va enviar el vals el juliol de 1853.

## Director de l'Orquestra de Sommer a Berlín (1854-1855)
Un any més tard, a causa de l'èxit del seu vals Les estrelles de l'esperança, op. 17 amb el públic de Berlín, Kéler va ser contractat per Johann Benedict Sommer per al càrrec de director en cap de la seva orquestra de 36 músics. Els concerts tenien lloc gairebé diàriament als salons de Sommer que ocupaven l'estació de tren d'avui a la plaça de Potsdam. El contracte de cinc mesos de Kéler va cobrir el període de l'1 de maig a l'1 d'octubre de 1854. El compromís de Kéler amb Sommer va durar molt més que els cinc mesos inicialment previstos, de fet fins a la tardor de 1855. Kéler va dirigir l'orquestra Sommer no només a Berlín, sinó també a Hamburg, Dresden, Wroclaw, Colònia i altres sales de concerts. Com a part de l'onzè concert de l'orquestra de Sommer a Hamburg, Kéler va presentar l'estrena de la seva extensa composició vocal-instrumental The Carpathians per a tenor, cor masculí, orquestra i recital el 5 d'octubre de 1854. A la tardor de 1855, Kéler es va separar de l'orquestra de Berlín i va tornar a Viena.

## Director de l'orquestra Lanner a Viena (1855-1856)
Després de la mort prematura i inesperada d'August Lanner el setembre de 1855, l'orquestra es va trobar sense director. Diversos candidats van competir per fer-se càrrec de l'orquestra Lanner. Finalment, dues persones van ser encarregades de dirigir-lo. Béla Kéler i el seu actual mestre concertista Jakob Haag (1823-1874). Tots dos van dirigir la majoria dels concerts durant la temporada 1855–1856. Segons el coneixement actual, no és possible determinar si el compromís de set mesos de Kéler a Viena es va acordar prèviament com a substitució a curt termini fins al final de la temporada de concerts després de la mort sobtada d'August Lanner, o si es va acabar. després que a Kéler se li fes una oferta del comte Mazzuchelli per al càrrec de director de banda amb el seu regiment militar.

## Director de banda del regiment del comte Mazzuchelli (1856-1860)
A Viena, l'1 d'agost de 1856, Béla Kéler va ser nomenat cap de banda de l'orquestra del 10è Regiment d'Infanteria del comte Alois Mazzuchelli (1776-1868). Aquest nomenament va suposar un gran repte per a Kéler. Havia de ser artísticament creatiu en condicions militars exigents, malgrat que el regiment sovint s'havia de moure. Es va traslladar successivament per Viena, Debrecen, Budapest, Belgrad, Sibiu, Portogruaro, Valvasone, Brasov i altres ciutats. L'orquestra de Kéler, que a part dels instruments de vent incloïa instruments de corda per tal d'actuar no només en actes militars, sinó en concerts individuals de passeig marítim, on les marxes es complementaven amb composicions de dansa, transcripcions d'obres operístiques i medleys de melodies populars, els anomenats popurris. La prova de la qualitat del treball de Kéler amb orquestra és el guanyador de Mazzuchelli March, op. 22 en un concurs organitzat pel director de banda militar austríac Andreas Leonhardt l'any 1857. La marxa, dedicada al comte Mazzuchelli, va ser durant gairebé tot el segle XX atribuïda erròniament al compositor austríac Anton Bruckner (1824-1896). Fins a l'any 1977, la marxa sota el títol d'Apollo March va aparèixer a la llista d'obres de Bruckner amb el número 115. L'error probablement va ser causat pel fet que la marxa de Mazzuchelli de Kéler és similar en la seva forma i instrumentació a la marxa militar de Bruckner a E. -bemoll major, WAB 116, sembla que Bruckner es va inspirar en la Marxa Mazzuchelli. El març de 1857, Kéler va aparèixer amb la seva orquestra al teatre de Debrecen, allotjat al graner del conseller municipal Gábor Nánássy. Amb una breu excepció a principis de 1859, quan el regiment es trobava a Belgrad, els concerts habituals de Kéler a Budapest van tenir lloc fins a finals d'abril de 1859. El maig de 1859, Kéler com a director de banda militar, es va traslladar amb el regiment per a les maniobres de l'exèrcit austríac, a Itàlia, on s'estava lluitant l'anomenada Segona Guerra d'Independència italiana entre els exèrcits austríac i sard-francès. Després de la conclusió d'aquesta batalla, que va veure la pèrdua de l'exèrcit austríac a la batalla de Solferino a mans dels exèrcits sard-francesos, el seu servei amb l'orquestra militar va portar a Kéler a Sibiu (Romania). El treball per al regiment militar va ser físicament molt exigent per a Kéler, i probablement va tenir un impacte negatiu en els seus greus problemes de salut posteriors. Ja durant el seu servei, s'havia sotmès a diverses cures a la ciutat balneari romanesa d'Oradea. El 1860 va sol·licitar ser alliberat per motius de salut. Això va ser acceptat, i va acabar el seu servei a l'exèrcit el 30 de setembre de 1860.

## Director d'orquestra pròpia a Budapest (1861-1862)
Kéler va passar la segona meitat de 1860 i els primers mesos de 1861 a Bardejovské Kúpele, a Prešov i en altres llocs de la seva regió natal. Des d'aquí, es va dirigir a Budapest on, juntament amb Josef Dubez (1824-1900), que va estar actiu fins al 1860 com a director de banda del 4t Regiment d'Infanteria Hoch-und Deutschmeister, va fundar una orquestra d'aproximadament 30 membres. Kéler en va dirigir des de març de 1861 fins a finals de 1862. A finals de 1862, Kéler va rebre una oferta del duc de Nassau per a un compromís a llarg termini com a director d'orquestra per al seu regiment a Wiesbaden. Atès que Kéler preferia els compromisos permanents a un treball autònom incert sense ingressos regulars, va decidir acceptar l'oferta i interrompre el seu treball al capdavant de la seva pròpia orquestra. El 21 de desembre de 1862 va tenir lloc l'últim concert de Kéler a Budapest.

## Director musical del 2n regiment del duc de Nassau (1863-1866)
El gener de 1863, Béla Kéler va assumir el càrrec de director de banda de la cort de l'orquestra de 45 membres del 2n Regiment de Duc de Nassau a Wiesbaden (1817-1905) després de Benedict Stadtfeld (1788-1878), que es va retirar als 75 anys. El comandant del regiment era Bruno Neidhardt von Gneisenau (1811-1889). Kéler va dirigir la major part dels concerts de l'orquestra del 2n Regiment a l'edifici del balneari de Wiesbaden, ja que en aquella època encara no existia una orquestra permanent. El programa dels concerts de Kéler no només consistia en composicions pròpies i peces de dansa d'alguns dels seus contemporanis, sinó també creacions simfòniques de Haydn, Mozart, Beethoven, Mendelssohn-Bartholdy, Schubert, Berlioz, entre d'altres. Una part inseparable dels concerts van ser les obertures dels compositors romàntics: Verdi, Rossini, Gounod, Donizetti, Weber, entre d'altres. El 1864, Kéler va dirigir 317 concerts. Els seus ingressos anuals globals van augmentar fins als 3.000 florins. Kéler va romandre en el càrrec de director de banda de l'Orquestra del 2n Regiment fins al novembre de 1866, quan el Ducat de Nassau va ser annexat per Prússia després de la derrota de l'Imperi austríac a la guerra prussiano-austríaca. El duc Adolf va ser destituït del tron i les unitats militars de Nassau van ser incorporades a l'exèrcit prussià.

## A Mainz, Bardejov i Amsterdam (1867-1868)
Durant els anys 1867–1870, Kéler no va tenir cap compromís permanent. Va viure en un allotjament de lloguer a Wiesbaden, primer a Michelsberg 23, i més tard a Marktstraße. Al gener i febrer de 1867, Kéler va dirigir l'orquestra del balneari de Wiesbaden en concerts de carnaval a l'històric "Frankfurter Hof Hall" de Mainz. Tots els diumenges i festius, actuava en concerts al "Wiesbaden Saalbau Schirmer".
El juliol i l'agost de 1868, Kéler s'allotjava a la seva regió natal de Bardejov. El 4 d'agost va organitzar, en col·laboració amb el comte Ferencz Szirmay (1838-1871), un concert benèfic a Bardejovské Kúpele en ajuda de les víctimes d'un incendi de juny a Bardejov, durant el qual desenes de cases van cremar.
A mitjans d'agost de 1868, Kéler va tornar a Wiesbaden, on el 28 d'agost va dirigir per primera vegada el seu nou i el que esdevingué el seu vals més conegut On the Beautiful Rhine I think of You, op. 83, que s'ha comparat amb el vals de Johann Strauss On the Beautiful Blue Danube, op. 314.
El desembre de 1868, Kéler va obtenir un compromís per a quatre concerts a Amsterdam de Johann Eduard Stumpff (1813-1879). En els tres primers concerts al Teatre Frascati, Kéler va dirigir exclusivament les seves pròpies composicions. En el quart concert a la sala de concerts Parkzaal, que es considera el predecessor del Concertgebouw actual, va compartir la direcció de l'orquestra amb el director en cap Willem Stumpff (1826-1912).

## Director de l'orquestra del balneari de Wiesbaden (1870-1872)
Kéler, després de la seva estada de set mesos a l'hospital de Würzburg, va tornar a Wiesbaden el 4 de maig de 1870. Com a conseqüència del trasllat del regiment militar als camps de batalla francesos, el balneari va quedar sense cos musical, ja que els membres també van tocar al orquestra del balneari. Com que el director de banda Josef Kaschte (1821–1878) també marxava, Béla Kéler va acceptar una oferta de la junta de la societat balneària per organitzar i dirigir una nova orquestra a partir del 25 de juliol de 1870. Durant els mesos d'hivern entre 1870/1871, els concerts del passeig va tenir lloc a l'hotel Victoria. A principis d'abril de 1871, els concerts van tornar a l'edifici del balneari de Wiesbaden. Kéler va deixar el seu càrrec al capdavant de l'orquestra del balneari de Wiesbaden el 31 de desembre de 1872. Probablement tenia a veure amb una nova llei a Prússia, que ordenava el tancament de tots els casinos a tot tardar a finals d'aquell any, i que comportava amb això una expectativa de pèrdues dramàtiques de visitants al balneari.

## Cercant nous compromisos (1873)
Aleshores, Kéler va treballar com a director convidat autònom, la qual cosa li va permetre actuar amb més freqüència a l'estranger, i per això es va fer més conegut fora dels territoris alemany i àustríaco-hongarès. La residència permanent de Kéler va romandre a Wiesbaden, on va llogar un apartament. A la primavera, Kéler es va quedar a Berlín, i a principis d'estiu va marxar a Londres, on probablement va fer xerrades sobre la seva gira el setembre de l'any següent. A això, va modificar la seva composició real. Diversos enllaços a la base de dades de publicacions periòdiques nord-americanes de 1862 a 1882 testimonien el fet que la música de Kéler va ser tocada i popular als EUA. L'abril de 1873, la premsa nord-americana va publicar informació sobre l'interès de Kéler per emprendre una gira de concerts pels EUA.

## Penúltima visita al nadiu Bardejov (1873)
El juliol de 1873, després de 5 anys, Kéler va visitar la seva casa de Bardejov. Igual que en cada visita a Bardejov, va viure a la seva casa de Bardejovské Kúpele, que va heretar el 1850 després de la mort del seu pare Stephan. La casa va ser enderrocada per donar lloc a la construcció d'un nou balneari a la segona meitat del segle xx. Com que Kéler treballava principalment a la part occidental d'Europa, va llogar la casa durant la major part de l'any als visitants del balneari. La seva supervisora va ser la germana de Kéler, Emilie Vandrák, segona dona d'Andrej Vandrák, un antic director del Col·legi Evangèlic de Prešov. L'Emilie, entre les seves altres tasques, s'encarregava de fixar el lloguer, portar els llibres de comptabilitat, comprar mobles per a l'interior de la casa, canviar la teulada i coberta un pou al jardí. Al jardí de la casa de Béla Kéler, hi havia una font d'aigua que tocava al seu pou. Anualment, hi havia centenars de milers d'ampolles de fang plenes d'aigua de la font de Kéler, que posteriorment s'exportaven als clients. Aquesta font va ser, juntament amb les fonts Main, Medical, Colonnade i Elisabeth considerades entre les fonts més conegudes de Bardejovské Kúpele fins i tot en l'època en què la vila era propietat del pare de Kéler, Stephan. Fins i tot durant la seva estada a casa, Kéler va ser artísticament actiu. El juliol de 1873 va aparèixer com a violinista amb acompanyament de piano en un concert benèfic prop de Bardejov, al balneari Starý Smokovec, on va interpretar les seves pròpies composicions. La recaptació de 67 florins es va donar a la millora de les carreteres de Tatra. Kéler va tornar de la seva terra natal a Wiesbaden el 22 d'octubre de 1873.

## A Londres i Manchester (1874–1875
A Wiesbaden durant la primera meitat de 1874, Kéler es preparava per a la seva gira anglesa. El setembre de 1874, Kéler va ser convidat durant quatre setmanes a Londres, on del 5 de setembre al 2 d'octubre va dirigir amb altres directors una orquestra de cent membres a la Royal Opera House Covent Garden en una sèrie de concerts anomenada Grand Instrumental and Vocal Promenade Concerts. L'orquestra estava formada per membres de les orquestres de la Royal Italian Opera, Covent Garden, Theatre Royal Drury Lane i Royal Philharmonic Society. Durant el seu compromís a Londres, Kéler va saber que el rei Òscar II de Suècia li havia concedit una medalla d'or "Litteris et Artibus" per les seves contribucions a la ciència i les arts. A la cara frontal de la medalla hi havia un retrat del rei suec governant, mentre que la cara posterior porta el signe llatí Litteris et Artibus, en traducció a la literatura i les arts. La medalla era de plata, la seva superfície daurada, i encara s'està atorgant fins avui. Poques vegades es va atorgar a artistes sense ciutadania sueca.
Després del final del compromís de Kéler a Londres, va rebre una oferta per fer tres concerts a Manchester, a la gran sala del "Free Trade Hall" de Peter Street, que va servir com a principal sala de concerts de Manchester fins al 1996. Kéler va fer concerts el 17 d'octubre, 19, i 24 com a part del cicle de Concerts Populars del Sr. de Jong. Kéler es va alternar amb De Jong per dirigir l'orquestra d'aproximadament 60 membres.
Kéler va tenir la idea de traslladar-se definitivament de Wiesbaden a Londres, sobretot perquè el seu compromís a l'estranger en el qual ha estat mostrant el seu interès durant dos anys no es va materialitzar. Fins a l'estiu de 1875, Kéler no va poder obtenir més compromisos, i per això va planejar tornar a Wiesbaden. Després del retorn a Wiesbaden fins a finals de 1875, Kéler no va trobar cap compromís de concert.

## Al Stadtpark de Berlín (1876)
Durant la segona meitat de 1875 i la primera meitat de 1876 Kéler va compondre principalment. Com que Kéler tenia por d'un deteriorament més gran de la seva salut, va marxar a mitjans de juliol de 1876 per a una estada de benestar de diverses setmanes a Bad Ems. Durant l'estada allà, Kéler va rebre una oferta per a un compromís de 14 dies a Berlín. Kéler va dirigir la Berliner Sinfonie-Capelle en sis concerts al Stadtpark del 30 de juliol al 12 d'agost. Posteriorment, els membres d'aquesta orquestra es van convertir en la base de la Filharmònica de Berlín. Kéler a Berlín, igual que a Londres, no va poder assegurar-se el lloc de director permanent amb una de les orquestres locals, per la qual cosa va tornar a Wiesbaden durant l'octubre.

## Als jardins anglesos de Munic (1877)
El 30 d'abril, Kéler va viatjar durant un mes a Londres on va mantenir converses de negocis i al mateix temps va visitar els seus coneguts. Va tornar a Wiesbaden exactament un mes després, el 30 de maig. El 5 de juny, després de 5 dies d'estada a Wiesbaden, Kéler va marxar a un compromís d'estiu a Munic. Després d'una pausa artística més llarga, Kéler va dirigir concerts del 10 de juny al 30 d'agost a l'"Englischer Garten". L'últim concert de comiat el 30 d'agost va sortir bé per a Kéler en tots els aspectes. També va tenir un gran èxit com a violinista solista. En total, durant els dos mesos, va dirigir 86 concerts.

## A la Tonhalle de Zuric (1877)
El 7 de setembre, Kéler va marxar de Munic a Zuric, on se li va oferir un compromís per a tres concerts de la Zurich Society Tonhalle-Orchester, que encara existeix fins als nostres dies. Els concerts de Kéler tenien lloc a l'anomenada "Old Tonhalle". L'actual Tonhalle es troba des de 1895 en un altre edifici. Els tres primers concerts de Kéler es van celebrar del 10 al 12 de setembre. La direcció de la Tonhalle estava tan contenta amb les habilitats de Kéler, que li van oferir un quart, i posteriorment un cinquè concert. Després d'un èxit merescut, Kéler va planejar un petit viatge a Lucerna abans de tornar a Wiesbaden. No sabem si Kéler va seguir el seu programa d'oci a Lucerna, ja que s'hi va presentar el diumenge 23 de setembre en un concert a l'Hotel du Lac.

## A Hamburg amb George Stadly (1877-1878)
Per recomanació de Jacob Cohen, Kéler va ser contractat per la "George Stadly Company" per a un contracte de concert d'un mes a Hamburg. El dijous 11 d'octubre de 1877, Kéler va partir a primera hora del matí cap a Hamburg. Va cridar molt l'atenció l'aparició convidada de Béla Kéler al capdavant de l'orquestra del 2n regiment d'infanteria número 76. A causa de la gran acollida de Kéler, el compromís d'un mes es va allargar dues setmanes, fins al 29 de novembre de 1877. Kéler va acceptar una oferta de George Stadly per a una nova sèrie de concerts el gener de 1878. Tot i que hi va haver un descans de més d'un mes entre la sèrie de dos concerts, Kéler va romandre durant aquest període a Hamburg.

## A l'Exposició Universal de París (1878)
A principis de maig de 1878, Kéler va rebre una oferta per a una sèrie de concerts a París a través de la seva editorial Bote & Bock a Berlín. Per això, va marxar d'Hamburg el 10 de maig per un altre compromís artístic a la terra del gall gal. Kéler va arribar a París el 17 de maig. Amb motiu de la 7a Exposició Mundial de París de l'1 de maig al 31 d'octubre, Jean-Baptiste Arban (1825–1889) va organitzar i dirigir una orquestra de 80 persones a l'edifici Orangerie, prop de les Tulleries, juntament amb altres directors coneguts. Kéler va dirigir un total de 30 concerts a la sala il·luminada elèctricament entre el 24 de maig i el 21 de juny i, si tenien èxit, comptava amb més compromisos. Durant la sèrie de concerts, la seva salut es va deteriorar constantment. A partir del 27 de juny, sis dies després del 30è. i últim concert, va haver d'anar a l'hospital "Maison de Santé des Religieux Hospitaliens de Saint-Jean-de-Dieu". La salut de Kéler va millorar a mesura que va començar el juliol i va començar a sentir-se relativament bé. El 3 d'agost al vespre, Kéler va sortir de l'hospital i un dia després, el diumenge 4 d'agost, va arribar a Wiesbaden.

## Tívolis a Hannover i Copenhaguen (1877)
Kéler no es va quedar gaire a Wiesbaden; el 8 d'agost va marxar cap a Copenhaguen, des d'on el director artístic del parc d'oci Tívoli d'allà, Bernhard Olsen, li havia fet una oferta poc abans de la seva sortida de París. No obstant això, Hannover va ser la primera destinació de Kéler, on va dirigir el 1r Regiment d'Infanteria de Hannover núm. 74 de l'11 al 15 d'agost al cèntric i recentment inaugurat "Karl Röpke Tivoli Concert Garden". Només llavors va viatjar des de Hannover passant per Hamburg i Kiel fins a Copenhaguen. Els concerts de Kéler a Copenhaguen van tenir lloc del 24 d'agost a l'11 de setembre, al Tívoli, que encara existeix avui dia, convertint-lo en el segon parc d'atraccions més antic del món. Els concerts es van dirigir alternativament amb el director permanent de l'Orquestra Tívoli, Balduin Dahl (1834–1891).

## Celebració del 25è aniversari del director a Wiesbaden (1879)
A l'abril, Kéler va preparar la celebració dels seus 25 anys de carrera com a director, el més destacat de la qual va ser un concert el 7 de maig al "Kurhaus Wiesbaden". L'aniversari de Kéler va anar acompanyat d'alts honors. La premsa vienesa va elogiar l'alt nivell i la qualitat del programa del concert d'aniversari. Kéler va rebre moltes cartes de felicitació, telegrames, corones i flors. Kéler va apreciar especialment una carta de felicitació del seu cunyat Andras Vandrák de Prešov, a qui deu gran part del seu desenvolupament artístic. Kéler estava molt satisfet amb la seva professió com a artista creatiu i va agrair al destí que li permetés convertir-se en un compositor de fama mundial. Al mateix temps, va resumir que l'èxit de l'activitat artística només arribaria a l'artista a una edat més avançada.

## A Hamburg amb Bernhard Pollini (1879)
Les obligacions de Kéler no li van permetre gaudir durant molt de temps de les celebracions, i el 9 de maig va viatjar a Hannover per fer tres concerts, que van tenir lloc de l'11 al 13 de maig a la sala d'espectacles Tívoli, on ja havia actuat l'any anterior. El dissabte 17 de maig, Kéler va arribar a Hamburg per a un compromís de tres mesos, de l'1 de juny a l'1 de setembre, al Jardí del Pavelló de l'Elba, on havia estat convidat pel director del Teatre de la Ciutat d'Altona, al mateix temps per la Bernhard Pollini, director del Teatre Estatal d'Hamburg (1838–1897). El pavelló de l'Elba va ser enderrocat el 1901 i al lloc es va construir un monument a Otto von Bismarck. Al setembre, Kéler va fer una declaració en un diari d'Hamburg després que els oients dels concerts al pavelló de l'Elba sovint es sorprenguessin que Kéler fos l'autor de Remembrance of Bartfeld, amb una melodia atribuïda incorrectament a Johannes Brahms.

## A Dresden, Halle i Leipzig (1879)
Després de la sèrie de concerts a Hamburg, Kéler va seguir a principis de novembre amb una sèrie de concerts amb el 2n Regiment d'Infanteria del Kaiser Guillem IV a Dresden, tres parts dels quals van ser interpretades pel mestre de capella del regiment en la primera i pel director de la Filharmònica de Dresden Friedrich August Trenkler al tercer (1836–1910). Després, Kéler va dirigir a Halle i a Leipzig a finals de novembre. Kéler va actuar amb la seva orquestra de 46 homes a la Schützenhaus, que es va cremar dos anys més tard. El 13 de desembre, Kéler va tornar a Wiesbaden després de set mesos.

## Per darrera vegada a Bardejov (1880)
Al març, Kéler va planificar una ruta de viatge des de Wiesbaden passant per Viena, Budapest i Prešov fins a Bardejov. El maig de 1880, Kéler va tornar a la seva terra natal per a una visita després de set anys. Des de la regió de Šariš, Kéler va viatjar a Wroclaw el 16 d'agost, on va dirigir 20 concerts al Teatre Liebich. Va tornar a Wiesbaden el 25 de setembre.

## A l'òpera Kroll de Berlín (1881)
Durant tota la temporada d'estiu, des de maig fins a finals de setembre, el propietari de l'òpera Kroll, Jakob Engel, va demanar a Kéler que fes aparicions com a convidat. Per a la segona quinzena d'agost va tenir una oferta per treballar a Breslau (ara Wrocław polonesa). Kéler va intentar que els concerts a Berlín i Breslau es fessin seguits. El 5 de maig, Kéler va viatjar de Wiesbaden a Berlín, on es van fer els concerts del 8 de maig al 15 d'agost. L'Òpera Kroll, que avui ja no existeix, es va situar entre 1844 i 1955 prop de la Porta de Brandenburg a Königsplatz, l'actual "Platz der Republik". Després de complir el seu contracte, Kéler va marxar a Breslau, on va dirigir els seus concerts de llarga durada. A diferència de Berlín, on rebia una quota fixa, a Breslau se li pagava en proporció als beneficis de tota la sèrie. Com que el temps era sovint dolent, els seus ingressos eren significativament inferiors als de l'any anterior. Allà va acabar les seves actuacions el 4 de setembre.

## Els últims concerts a Zuric, Frankfurt i Colònia (1882)
A principis de 1882, Kéler va preparar diverses de les seves obres per a la seva publicació, però al mateix temps va sentir una manca d'inspiració per compondre. Li hauria agradat tornar al podi del director. A finals d'agost, Kéler va tornar al podi del director. Del 22 al 28 d'agost va dirigir 7 concerts a Zuric. Des d'allà va viatjar a Frankfurt del Main, on va actuar en un concert benèfic al zoo. Tot i que patia un fort dolor, va dirigir una orquestra del regiment de franctiradors número 40 a Colònia del 26 al 29 d'octubre. El 29 d'octubre de 1882 Béla Kéler hi va dirigir el seu darrer concert.

## Mort (1882)
Des del 12 de novembre, Kéler, greument malalt, es trobava a l'hospital de la ciutat de Wiesbaden. Va estar plenament conscient fins al final i va confiar al seu íntim amic i representant legal tots els detalls sobre els arranjaments del seu funeral i el parador de la seva propietat.
Béla Kéler va morir a Wiesbaden el 1882 i hi va ser enterrat al cementiri del nord. El seu llegat s'exposa al Museu Šariš del seu lloc de naixement, Bardejov, ara a Eslovàquia.

## Obra
Amb números d'opus
- Op.1 – Trois Hongroises.
- Op.2a – Vilma-Csárdás.
- Op.2b – Baráti fölhívás.
- Op.3a – Honi visszhang.
- Op.3b – Honvágy.
- Op.3c – Reményem.
- Op.4 – Kismártoni emlék.
- Op.5 – Kosuth Indulója.
- Op.6 – Búcsú induló.
- Op.7 – Hongroise.
- Op.8 – Abschied von der Heimath.
- Op.9 – Ein Ton aus deiner Kehle.
- Op.10 – Schlummerlied.
- Op.11 – Jubel-Marsch.
- Op.12 – Grosser Sturm-Galopp.
- Op.13 – Prinz Friedrich Carl Marsch.
- Op.14 – Litfaß Annoncir-Polka.
- Op.15 – La Berlinoise.
- Op.16 – L'Hirondelle.
- Op.17 – Hoffnungs-Sterne.
- Op.18 – La Rose.
- Op.19 – Courier-Galopp.
- Op.20 – Mosonyi-Csárdás.
- Op.21 – Gizella-Induló.
- Op.22 – Mazzuchelli Marsch.
- Op.23 – Wanderlied.
- Op.24 – Aufmunterungs-Polka.
- Op.25 – Masken-Galopp.
- Op.26 – Debreczeni Emlék.
- Op.27 – Friedens Palmen.
- Op.28 – Conferenz Quadrille.
- Op.29 – Ladies Polka.
- Op.30 – Sophien-Polka.
- Op.31 – Bártfai Emlék Csárdás.
- Op.32 – Pest-Ofner-Polka.
- Op.33 – Brigadier-Marsch.
- Op.34 – Neukreutzer-Polka.
- Op.35 – Neu Wiener Körtanz.
- Op.36 – La Gracieuse.
- Op.37 – St. Quentin-Marsch.
- Op.38 – Árva lány haj a suvegem bokrétája.
- Op.39 – Alföldi Bucsúhangok.
- Op.40 – Bokréta-Csárdás.
- Op.41 – Wiedersehen Polka.
- Op.42 – Die Wiener Freiwilligen.
- Op.43 – Seemanns-Fahrten.
- Op.44 – Assemblee-Franczia-Négyes.
- Op.45 – Schiller Marsch.
- Op.46 – Werböczy-Csárdás.
- Op.47 – Die Minorenne.
- Op.48 – Deák Induló.
- Op.49 – Üstökös-Csárdás.
- Op.50 – Emlék sugarak.
- Op.51 – Dallam négyes.
- Op.52 – Karpati viszhangok.
- Op.53 – Lövész-bál-Polka.
- Op.54 – Tokaji cseppek.
- Op.55 – L'Occasion.
- Op.56 – Üdvözlet Hazámhoz.
- Op.57 – Walram-Marsch.
- Op.58 – Hof-Ball-Polka.
- Op.59 – Aus der Ferne.
- Op.60 – Grand Galop infernale.
- Op.61 – Come palpita il mio cor.
- Op.62 – Soldatenleben.
- Op.63 – La belle de Wiesbaden.
- Op.64 – Lustlager Marsch.
- Op.65 – Die Sprudler.
- Op.66 – Wiesbadener Feuerwehr Marsch.
- Op.67 – Herzog Adolph Jubiläums-Marsch.
- Op.68 – Souvenir de Wiesbaden.
- Op.69 – Gneisenau Marsch.
- Op.70 – Sängergruss.
- Op.71 – Entre Paris et Wiesbaden.
- Op.72 – Rosige Träume.
- Op.73 – Lustspiel-Ouverture.
- Op.74 – Ouverture comique.
- Op.75 – Ouverture romantique.
- Op.76 – Rákóczy-Ouverture.
- Op.77 – Berliner Kinder.
- Op.78 – Saison-Eröffnungs-Marsch.
- Op.79 – Mainzer Carnevals-Polka.
- Op.80 – Die Friedenstaube.
- Op.81 – Des Kriegers Heimkehr.
- Op.82 – Tanzlust.
- Op.83 – Am schönen Rhein gedenk ich dein.
- Op.84 – Kimo Kaimo Galopp.
- Op.85 – Rheinlust.
- Op.86 – Mercur Galopp.
- Op.87 – Der Alpenjäger.
- Op.88 – Deutsches Gemüthsleben.
- Op.89 – Husaren Galopp.
- Op.90 – Deutscher Kaiser-Marsch.
- Op.91 – Österreich-Ungarn Walzer.
- Op.92 – Eine Liebesgabe.
- Op.93 – Auf Flügeln der Liebe.
- Op.94 – Traumglück.
- Op.95 – Tempelweihe.
- Op.96 – Aelpler's Lust.
- Op.97 – Mazur przemyślski.
- Op.98 – Serenata Veneziana.
- Op.99 – Die Glückgöttin.
- Op.100 – Die letzten Glückstunden.
- Op.101 – Romantisches Leben.
- Op.102 – Die schöne Reiterin.
- Op.103 – Ach! Liebste, wenn ich bet dir bin.
- Op.104 – An der Themse Strand.
- Op.105 – Entre Calais et Douvres.
- Op.106 – Die Fremdlinge.
- Op.107 – Diana Galop.
- Op.108 – Ungarische Lustspiel-Ouverture.
- Op.109 – La belle Anglaise.
- Op.110 – Lerchen Schwingen.
- Op.111 – Französische Lustspiel-Ouverture.
- Op.112 – In der neuen Heimath.
- Op.113 – Ehret die Frauen
- Op.114 – Mit Anmut und Grazie.
- Op.115 – Westbournia Galopp.
- Op.116 – Hoch zu Roß.
- Op.117 – Frohsinn.
- Op.118 – Für Herz und Gemüth.
- Op.119 – Sempre crescendo Galopp.
- Op.120 – Ungarischer Volkslieder-Marsch.
- Op.121 – Zaubergeige Marsch.
- Op.122 – Hymens Blumen Spende.
- Op.123 – Nagy-Szebeni emlék.
- Op.124 – Polemische Takte.
- Op.125 – Erinnerung an den Gletschergarten in Luzern.
- Op.126 – Das Vaterland hoch.
- Op.127 – Russischer Marsch
- Op.128 – Türkischer Marsch
- Op.129 – Am Züricher See.
- Op.130 – Congress-Quadrille.
- Op.131 – Schauspiel Ouverture.
- Op.132 – Jubiläumsfeier.
- Op.133 – Schmetterlingsjagd.
- Op.134 – Drei Ungarische Idyllen.

- Op.135 – ?
- Op.136 – Ungarische Concert-Ouverture.
- Op.137 – Spanische Lustspiel-Ouverture.
- Op.138 – Vom Rhein zur Donau.
- Op.139 – Csokonay-Ouverture.[5]

## Sense números d'opus
- Abendgebeth.
- Abschied von Wien.
- Die Alpen oder Wanderung durch die Schweiz.
- Die beiden Kunstbrüder
- Andenken an Lanner.
- Aspern-Marsch.
- Die Bachanten Walzer.
- Bartfelder Bade-Saison Walzer.
- Bass-Arie im italienischen Stil.
- Beförderungs-Marsch.
- Borozó Csárdás Hangász karrá.
- Buchländler Quadrille.
- Cadenz zum ersten Violinkonzert D-Dur von Nicolo Paganini.
- Clementinen Walzer.
- Concerto dramatique (Tempête et calme).
- Concert Polka.
- Cupido's Erwachen!
- Doublir Marsch.
- Elbe und Fluth.
- Eine Nacht in Venedig.
- Die Elphen Walzer.
- Erinnerung an Lemberg.
- Erinnerung an Rumpenheim.
- Erste Quadrille.
- Fahnenträger Fest-Marsch.
- Faniska March.
- Fantasie-Gebilde.
- Faschings.
- Die Fragopolytaner Walzer.
- Friederike.
- Frühlings-Gruss Marsch.
- Furulyás diák.
- Gentlemen Quadrille.
- Gute-Nacht.
- Haus-Ball.
- Herbstlieder Walzer.
- Herzens-Schläge Walzer.
- Hohenfriedberger Marsch.
- Hügels Salon Tänze.
- Huszár-Négyes.
- Hymnus Kölcseytől.
- Ich bleibe Dein.
- Die Idylliker Walzer.
- Illusion.
- Intrade.
- Die Jovialen Walzer.
- Jugend-Träume.
- Die Karpathen (1854)[5] Abendgebeth.
- Abschied von Wien.
- Die Alpen oder Wanderung durch die Schweiz.
- Die beiden Kunstbrüder
- Andenken an Lanner.
- Aspern-Marsch.
- Die Bachanten Walzer.
- Bartfelder Bade-Saison Walzer.
- Bass-Arie im italienischen Stil.
- Beförderungs-Marsch.
- Borozó Csárdás Hangász karrá.
- Buchländler Quadrille.
- Cadenz zum ersten Violinkonzert D-Dur von Nicolo Paganini.
- Clementinen Walzer.
- Concerto dramatique (Tempête et calme).
- Concert Polka.
- Cupido's Erwachen!
- Publir Marsch.
- Elbe und Fluth.
- Eine Nacht in Venedig.
- Die Elphen Walzer.
- Erinnerung an Lemberg.
- Erinnerung an Rumpenheim.
- Erste Quadrille.
- Fahnenträger Fest-Marsch.
- Faniska March.
- Fantasie-Gebilde.
- Faschings.
- Die Fragopolytaner Walzer.
- Friederike.
- Frühlings-Gruss Marsch.
- Furulyás diák.
- Gentlemen Quadrille.
- Gute-Nacht.
- Haus-Ball.
- Herbstlieder Walzer.
- Herzens-Schläge Walzer.
- Hohenfriedberger Marsch.
- Hügels Salon Tänze.
- Huszár-Négyes.
- Hymnus Kölcseytől.
- Ich bleibe Dein.
- Die Idylliker Walzer.
- Illusion.
- Intrade.
- Die Jovialen Walzer.
- Jugend-Träume.
- Die Karpathen (1854)[6] és l'obra més seriosa i alhora més extensa de Béla Kéler. Tot i que el nom de la composició de gairebé una hora de durada és Els Carpats, el compositor es va inspirar únicament en l'entorn dels Alts Tatras, que és a prop del lloc de naixement de Kéler. L'obra es divideix en obertura, introducció i 5 imatges sonores en l'ordre El pic de Lomnitz, El llac dels peixos, Els martells de ferro, La caça i l'arribada i La vida als banys dels Carpats. La pintura sonora idíl·lica Els Carpats és la primera obra de música programada que s'inspira en la bellesa natural d'Eslovàquia i la vida quotidiana al seu entorn. La transcripció digital de l'obra, ubicada a la Biblioteca de Música Petrucci, va comptar amb el suport de fonts públiques pel Consell d'Arts Eslovac, el principal soci del projecte.[7]

Karpathen Echo.
- Körtáncz.
- Kronprinz Rudolf-Marsch.
- Lebende Tonblumen.
- Le Galopain.
- Die Liebes-Abentheuer Walzer.
- Liebesgeflüster.
- Liebe überall.
- Das Lied vom Grafen O'Donnell.
- Die Lockenden Walzer.
- Lose Blätter.
- Magyar Nyitány in D.
- Magyar Nyitány in G.
- Marsch.
- Marsch-Polka.
- Mein Herz pocht.
- Milos Obrenovitz-Marsch.
- Mondlied.
- Der Musen Rheinfahrt.
- Myrthen-Kränze.
- Nacht-Schwärmer Walzer.
- Die Neulinge Walzer.
- Ohne Dich!.
- Ouverture.
- Ouverture in C im ungarischen Styl.
- Ouverture in D-moll.
- Overture in H.
- Paulinen-Polka.
- Polka.
- Polka-Marsch.
- Polonaise.
- Praesenti Marsch.
- Rákoczy Marsch.
- Rauenthaler Berglied.
- Resignations.
- Die Sentimentalen Walzer.
- Schau Dir gern ins liebe Auge.
- heide-Grüsse Walzer.
- Die Scherzenden Walzer.
- Schlachtgebeth.
- Die Schmeichler Walzer.
- Sinn-Bilder.
- Souvenir de Rogozno.
- Steyer-Länder.
- Süsse Erinnerungen.
- Die Tanz-Aufwiegler.
- Die Tanzlustigen.
- Tournier Marsch.
- Trauermarsch zu eigener Beerdigung.
- Traum-Bilder Walzer.
- Ungarischer National Garde Marsch I..
- Ungarischer National Garde Marsch II..
- Ungarischer Volkslieder Marsch.
- Unter Italiens blauem Himmel.
- Vergatterung-Rast-Gebeth.
- Vier Polka´s.
- Von jedem etwas.
- Walzer in A.
- Walzer in D.
- Walzer in E.
- Walzer in Es.
- Wiederseh'n Walzer.
- Zephyrs Säuseln Walzer in G.[3][6]
- Karpathen Echo.
- Körtáncz.
- Kronprinz Rudolf-Marsch.
- Lebende Tonblumen.
- Le Galopain.
- Die Liebes-Abentheuer Walzer.
- Liebesgeflüster.
- Liebe überall.
- Das Lied vom Grafen O'Donnell.
- Die Lockenden Walzer.
- Lose Blätter.
- Magyar Nyitány in D.
- Magyar Nyitány in G.
- Marsch.
- Marsch-Polka.
- Mein Herz pocht.
- Milos Obrenovitz-Marsch.
- Mondlied.
- Der Musen Rheinfahrt.
- Myrthen-Kränze.
- Nacht-Schwärmer Walzer.
- Die Neulinge Walzer.
- Ohne Dich!.
- Ouverture.
- Ouverture in C im ungarischen Styl.
- Ouverture in D-moll.
- Ouverture in H.
- Paulinen-Polka.
- Polka.
- Polka-Marsch.
- Polonaise.
- Praesenti Marsch.
- Rákoczy Marsch.

+ uenthaler Berglied.
- Resignations.
- Die Sentimentalen Walzer.
- Schau Dir gern ins liebe Auge.
- Scheide-Grüsse Walzer.
- Die Scherzenden Walzer.
- Schlachtgebeth.
- Die Schmeichler Walzer.
- Sinn-Bilder.
- Souvenir de Rogozno.
- Steyer-Länder.
- Süsse Erinnerungen.
- Die Tanz-Aufwiegler.
- Die Tanzlustigen.
- Tournier Marsch.
- Trauermarsch zu eigener Beerdigung.
- Traum-Bilder Walzer.
- Ungarischer National Garde Marsch I..
- Ungarischer National Garde Marsch II..
- Ungarischer Volkslieder Marsch.
- Unter Italiens blauem Himmel.
- Vergatterung-Rast-Gebeth.
- Vier Polka´s.
- Von jedem etwas.
- Walzer in A.
- Walzer in D.
- Walzer in E.
- Walzer in Es.
- Wiederseh'n Walzer.
- Zephyrs Säuseln Walzer in G.[3]

## Premis i honors
- 1874: Medalla d'or reial sueca Litteris et Artibus[8]

## Recepció
- El compositor nord-americà d'origen espanyol Claudi S. Grafulla va organitzar la Marxa de la tempesta hongaresa de Kele.